# Sancha de Castille (reine de Navarre)
Pour les articles homonymes, voir Sancha de Castille.
Sancha de Castille, (c. 1139-1179), infante de Castille, fut reine de Navarre par son mariage avec Sanche VI de Navarre.
Elle était la fille d'Alphonse VII de Castille et de Bérengère de Barcelone.
En 1153, elle épousa à Carrión de los Condes Sanche VI de Navarre et en eut :
- Bérengère de Navarre (vers 1163/1165 - † vers 1230), qui épousa Richard Ier d'Angleterre en 1191 ;
- Sanche VII de Navarre (vers 1170 - † 1234) ;
- Constance de Navarre, morte en bas âge ;
- Blanche de Navarre (1177-1229), qui épousa Thibaut III de Champagne en 1199 ;
- Ferdinand de Navarre († 1207).